# Paradoxornis gros
El paradoxornis gros (Conostoma aemodium) és una espècie d'ocell passeriforme de la família dels paradoxornítids (Paradoxornithidae), tot i que sovint encara se'l troba classificat amb els sílvids (Sylviidae). Viu a l'Àsia. És l'única espècie del gènere Conostoma. El seu estat de conservació es considera de risc mínim.

## Descripció
Fa al voltant de 27 cm de llarg, inclosa la seva cua que és relativament llarga. El seu plomatge és bastant uniforme, gairebé íntegrament de tons marró grisencs, una mica més clars i grisosos en les parts inferiors. Presenta el lòrum negrós i el seu front és blanquinosa i es difumina en la part frontal del coroneta. El seu bec ataronjat és curt, robust i corbat cap avall.

## Distribució
Es troba en els boscos de l'Himàlaia, els seus contraforts orientals i altres muntanyes que envolten l'altiplà tibetà per l'est i el sud-est, distribuït per Myanmar, Bhutan, la Xina, el nord de l'Índia i Nepal.